# Chemiré-en-Charnie
Chemiré-en-Charnie település Franciaországban, Sarthe megyében. Lakosainak száma 213 fő (2022. január 1.). Chemiré-en-Charnie Neuvillette-en-Charnie, Saint-Symphorien, Torcé-Viviers-en-Charnie, Épineu-le-Chevreuil, Joué-en-Charnie, Ruillé-en-Champagne és Saint-Denis-d’Orques községekkel határos.

## Népesség
A település népességének változása:
| Lakosok száma | 223  | 214  | 216  | 209  | 210  | 210  | 211  | 212  | 213  |
|               | 2013 | 2015 | 2016 | 2017 | 2018 | 2019 | 2020 | 2021 | 2022 |